# Варда Склир
Варда Склир (умро 991. године) био је византијски војсковођа с краја 10. века. Познат је по покушају узурпације византијског престола.

## Детињство и младост
Варда Склир припадао је познатој племићкој породици Склира. Василије I, византијски цар, био му је далеки рођак. Године 970. учествовао је у Руско-византијском рату у коме се истакао победом у бици код Аркадиополиса након које су Руси протерани из Тракије. Склир је био близак сарадник цара Јована I Цимискија кога је намеравао наследити на престолу. Међутим, утицајни евнух Василије Лакапин је, након Цимискијеве смрти, осујетио Склирове планове. За новог цара изабран је Василије II.

## Устанак
Варда Склир 976. године диже устанак са циљем узурпације престола. На његову страну стале су бројне јерменске, грузијске и муслиманске велможе. Византијска морнарица је такође била на његовој страни. Варда је покушао на препад да заузме Цариград, али га је Василије осујетио нападом сопствене морнарице. Потом Склир опседа Никеју. Византијски цар ослобађа из тамнице генерала Варда Фоку Млађег који стаје на чело армије за гушење устанка. Након два пораза, Склир наноси пораз Склиру у бици код Панкалије (979). Устанак је тиме био угушен.

## Након устанка
Након пораза код Панкалије, Варда се повлачи на територију Абасидског калифата. Једно време је боравио у престоници Багдаду. У Византију се враћа на позив Варда Фоке који га је позвао да заједно подигну нови устанак. Међутим, када је стигао у Византију, Склир је бачен у тамницу. У њој је боравио до 989. године, тј. до смрти Варда Фоке. Тада је он стао на чело побуњеника, али због старостио није могао управљати ратним операцијама. Због тога се предаје византијском цару 991. године. Добио је титулу куропалатеса непосредно пред смрт. Умро је исте године.
Једна од Склирових кћери удала се касније за византијског цара Константина IX Мономаха. Унук му је био кијевски кнез Владимир Мономах.